# Detlev Kittstein
Detlev Kittstein (* 24. Februar 1944 in Sprottau, Niederschlesien; † 3. Mai 1996 in Frankfurt am Main) war ein deutscher Sportler und Olympiasieger im Hockey.
Kittstein nahm mit der deutschen Hockeynationalmannschaft an den Olympischen Sommerspielen 1968 teil, bei denen die Mannschaft den vierten Platz belegte. 1970 gewann er mit der deutschen Mannschaft bei der ersten Europameisterschaft im Feldhockey den Titel. Zwei Jahre später holte er mit dem Team die Goldmedaille bei den Olympischen Sommerspielen 1972 in München.
Für den Gewinn der Goldmedaille bei den Olympischen Spielen 1972 in München erhielt er am 25. Mai 1972 das Silberne Lorbeerblatt.
Insgesamt wirkte Kittstein als Stürmer von 1965 bis 1973 in 68 Länderspielen mit. 1969 und 1970 wurde er mit dem Verein SC Frankfurt 1880 Deutscher Meister.
Von 1969 bis zu seinem Tod 1996 war Kittstein Sportlehrer am Heinrich-von-Gagern-Gymnasium in Frankfurt am Main, an dem er 1967 bereits sein Abitur gemacht hatte. 2007 wurde die Turnhalle der Schule im Gedenken an ihn Kittsteinhalle getauft.